# Jackie Kay
Jackie Kay (Edimburgo, Escocia, 9 de noviembre de 1961) es una escritora británica, tercera Makar moderna y reconocida poetisa y novelista.

## Biografía
Jackie Kay es hija de padre nigeriano y madre escocesa y fue adoptada por una pareja escocesa siendo bebé. Criada en Glasgow, se formó en el Conservatorio Real de Escocia y en la Universidad de Stirling.
Kay fue proclamada Scots Makar —poeta nacional de Escocia— en marzo de 2016. En 2006 recibió la distinción de miembro de la Orden del Imperio Británico y en 2002 se incorporó a la Royal Society of Literature. También escribe literatura infantil, obras de teatro y ha trabajado para la televisión. Es rectora de la Universidad de Salford y profesora de Escritura creativa en la Universidad de Newcastle.
Con The Adoption Papers (Bloodaxe, 1991) ganó el premio Forward, el premio Saltire y el premio del Scottish Arts Council. Fiere (Picador, 2011), una recopilación reciente de poemas, fue finalista de los premios Costa. Su novela Los blues de Joss Moody (El Aleph, 1999) ganó el Guardian Fiction Prize y fue seleccionada para el premio IMPAC de Dublín. Con Red Dust Road (Picador, 2011) ganó el premio al Libro del Año Escocés, el premio del Libro de Londres y fue finalista del premio J.R. Ackerley. Su recopilación de relatos Wish I Was Here (Picador, 2011) ganó el Decibel British Book Award.